# 伯爾泰尼鄉 (瓦斯盧伊縣)
46°40′N 27°38′E / 46.667°N 27.633°E
伯爾泰尼鄉（羅馬尼亞語：Comuna Bălteni, Vaslui），是羅馬尼亞的鄉份，位於該國東北部，由瓦斯盧伊縣負責管轄，面積32平方公里，海拔高度115米，2007年人口1,584，人口密度每平方公里49人。